# (231649) Korotkiy
(231649) Korotkiy est un astéroïde de la ceinture principale.

## Description
(231649) Korotkiy est un astéroïde de la ceinture principale. Il fut découvert le 17 novembre 2009 à Tzec Maun par Dmitrij Nikolaevič Čestonov et Artëm Olegovič Novičonok. Il présente une orbite caractérisée par un demi-grand axe de 2,64 UA, une excentricité de 0,02 et une inclinaison de 9,5° par rapport à l'écliptique.
Il est nommé d'après l'astronome amateur russe Stanislav Alexandrovič Korotkij.

## Compléments